# Craig Mazin
Craig Mazin (Brooklyn, 8 de abril de 1971) é um roteirista e cineasta estadunidense, conhecido pela criação da série Chernobyl (2019) e pela co-criação, ao lado de Neil Druckmann, da série The Last of Us (2023–presente), ambas da HBO.